# Dokonalý trh
Dokonalý trh je takový trh, na kterém mají všichni kupující dokonalé informace o všech prodávajících a cenách, které nabízejí, při přechodu od jednoho prodávajícího k jinému mají nulové náklady a obchodovaný statek je homogenní. Poptávka po statku jednotlivého prodávajícího je na takovém trhu dokonale elastická.